# Daiya Tono
Daiya Tono (遠野 大弥 Tono Daiya?), född 14 mars 1999 i Shizuoka prefektur, är en japansk fotbollsspelare.
Tono började sin karriär 2017 i Honda FC. 2020 flyttade han till Avispa Fukuoka. Han spelade 41 ligamatcher för klubben. 2021 flyttade han till Kawasaki Frontale.